# Torbiato
Torbiato (Turbiàt in dialetto bresciano) è l'unica frazione del comune bresciano di Adro.

## Storia
La località era un piccolo villaggio agricolo di antica origine.
Precedentemente denominato Torbiato con Calino, divenne per la prima volta frazione di Adro su ordine di Napoleone, ma gli austriaci annullarono la decisione al loro arrivo nel 1815 con il Regno Lombardo-Veneto.
Dopo l'unità d'Italia, il paese crebbe da meno di cinquecento a più di settecento abitanti. Fu il fascismo a decidere la soppressione del comune riunendolo definitivamente ad Adro.